# ایرانچ
ایرانچ (به مجاری: Ináncs) روستاییست در شهرستان بورشود-آبااوی-زمپلن در کشور مجارستان. جمعیت این روستا در ۲۰۰۹، ۱،۲۷۸ نفر بوده‌است.